# Campeonato Uruguaio de Futebol de 1931
O Campeonato Uruguaio de Futebol de 1931 foi a última edição da era amadora do Campeonato Uruguaio. O torneio consistiu em uma competição com dois turnos, no sistema de todos contra todos. O campeão foi o Montevideo Wanderers, que conquistou o certame de forma invicta.

## Classificação[2]
| Pos | Equipe               | Pts | J  | V  | E | D  | GP | GC | SG  |
| --- | -------------------- | --- | -- | -- | - | -- | -- | -- | --- |
| 1°  | Montevideo Wanderers | 39  | 22 | 17 | 5 | 0  | 45 | 10 | 35  |
| 2°  | Nacional             | 36  | 22 | 15 | 6 | 1  | 49 | 13 | 36  |
| 3°  | Rampla Juniors       | 31  | 22 | 14 | 3 | 5  | 36 | 23 | 13  |
| 4°  | Peñarol              | 26  | 22 | 9  | 8 | 5  | 29 | 15 | 14  |
| 5°  | Central              | 23  | 22 | 7  | 9 | 6  | 28 | 24 | 4   |
| 6°  | Misiones             | 22  | 22 | 9  | 4 | 9  | 27 | 37 | -10 |
| 7°  | Defensor             | 20  | 22 | 8  | 4 | 10 | 33 | 29 | 4   |
| 8°  | Sud América          | 19  | 22 | 5  | 9 | 8  | 19 | 20 | -1  |
| 9°  | Bella Vista          | 19  | 22 | 5  | 8 | 9  | 22 | 34 | -12 |
| 10° | Racing               | 18  | 22 | 3  | 7 | 12 | 22 | 36 | -14 |
| 11° | Olimpia              | 9   | 22 | 3  | 3 | 16 | 29 | 59 | -30 |
| 12° | Capurro              | 6   | 22 | 2  | 2 | 18 | 19 | 50 | -31 |

|  | Campeão.   |
|  | Rebaixado. |
|  | Suspensos. |

| Campeonato Uruguaio de 1931              |
| ---------------------------------------- |
| Montevideo Wanderers Campeão (4º título) |